# Brock University

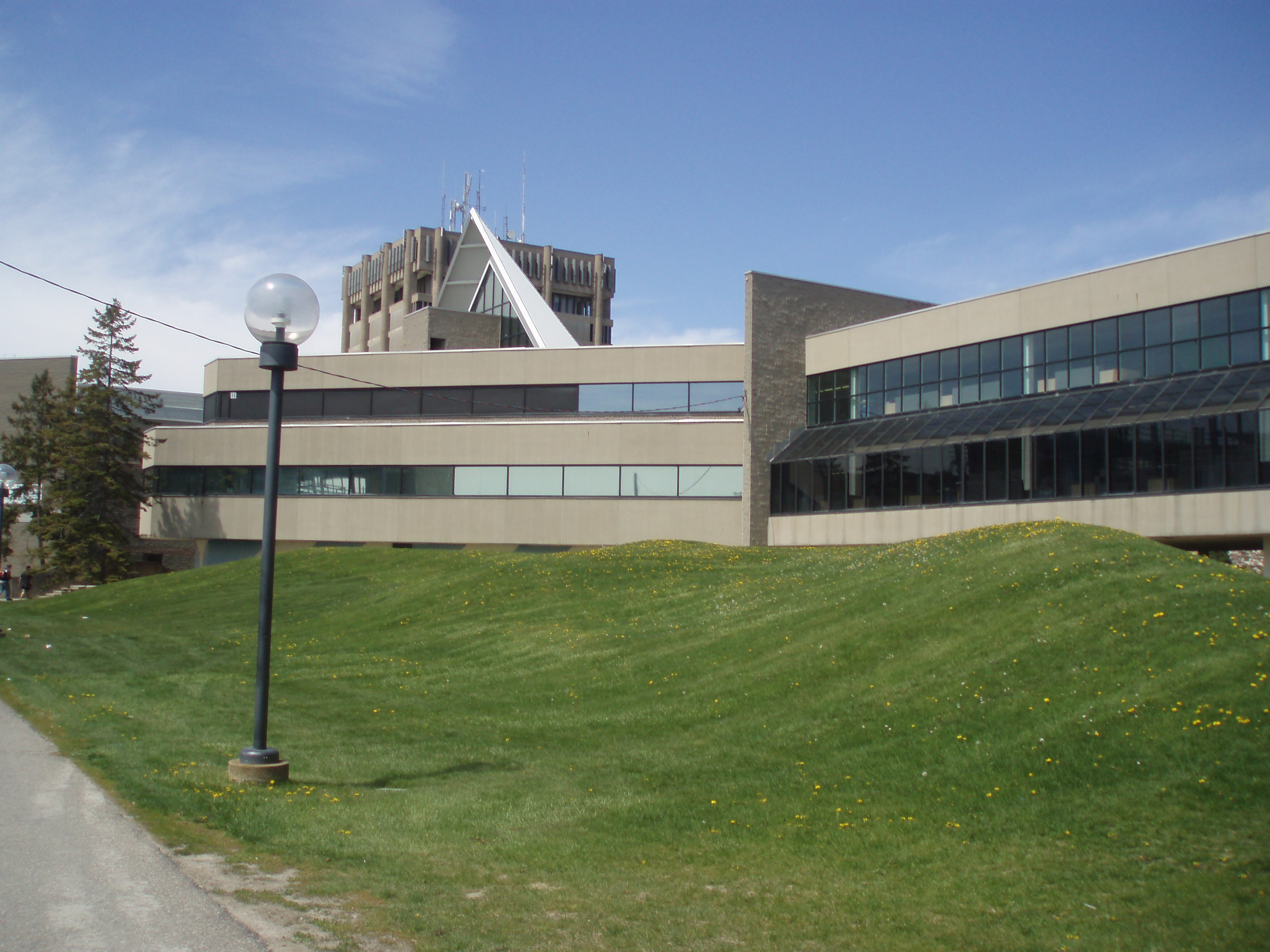
Budynki uniwersytetu

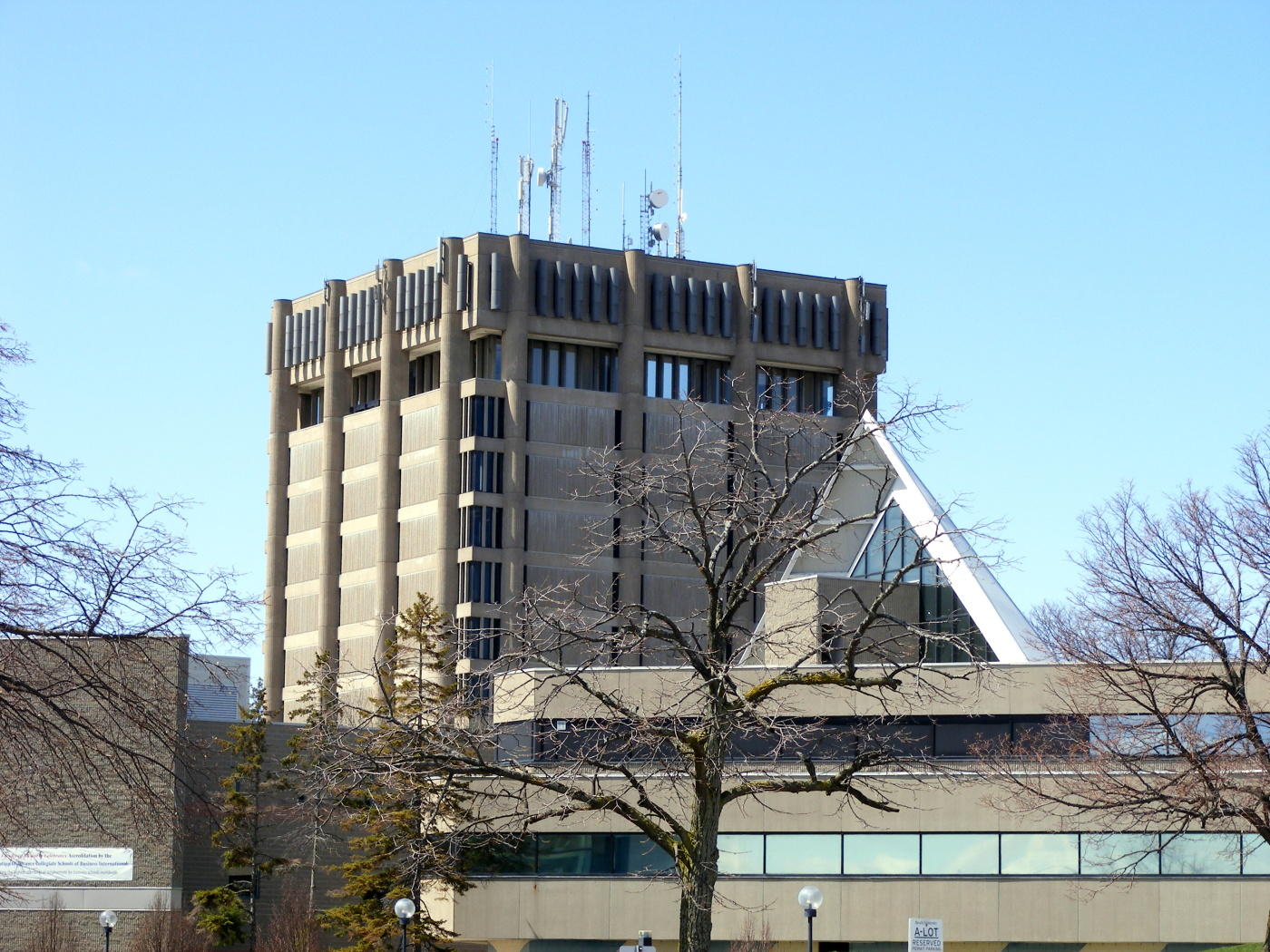
Arthur Schmon Tower zbudowana w 1968 i mieszcząca uczelnianą bibliotekę

Brock University – uniwersytet działający w kanadyjskim mieście St. Catharines, w prowincji Ontario.
Założony został w 1964 roku i nazwany imieniem bohatera wojny brytyjsko-amerykańskiej, generała Isaaca Brocka.
Kształci około 19 tysięcy studentów i zatrudnia prawie sześciuset wykładowców.